# Skunksik wąskoczelny
Skunksik wąskoczelny (Spilogale angustifrons) – gatunek ssaka z rodziny skunksowatych (Mephitidae) zamieszkujący górzyste obszary w Ameryce Środkowej.

## Występowanie i habitat
Występuje na terenach górzystych od południowego Meksyku do Kostaryki. Można go spotkać w krajach takich jak: Belize, Salwador, Gwatemala, Honduras i Nikaragua.
Zamieszkuje tereny górzyste do wysokości 2800 metrów n.p.m. Preferuje kamieniste obszary górskie z krzakami i rzadkimi drzewami, krzewami i skałami. Spotkać go można także w lasach deszczowych o gęstej roślinności, w lasach sosnowych, na użytkach zielonych i na gruntach rolnych. Obszar zamieszkały przez skunksika wąskoczelnego szacowany jest na 64 ha. 

## Opis
Zwierzęta o długości od 21 do 25 cm, w tym ogon mierzący 10 do 14,5 cm. Samice są zwykle nieco mniejsze od samców. Ciężar wynosi od 240 do 533 g. Futro czarno-białe z pasami biegnącymi wzdłuż ciała i plamami. Tylna jedna trzecia część krzaczastego ogona jest koloru białego. Zwierzęta mają po pięć palców u stóp i długie pazury. Czaszka jest mała i wąska.
Formuła zębowa wynosi:
3 · 1 · 3 · 1  (górna szczęka)
3 · 1 · 3 · 2 (dolna szczęka)
W dolnej szczęce mają jeden dodatkowy ząb trzonowy. W sumie zwierzęta mają 34 zęby.

## Tryb życia
Swoje nory buduje między korzeniami drzew, pod kamieniami i w niskich dziuplach. Wykorzystuje również opuszczone nory pancerników i innych ssaków. Prowadzi nocny tryb życia. W razie potrzeby potrafi wspiąć się na drzewo lub skałę. Jak wszystkie skunksowate, w razie zagrożenia wystrzeliwuje na przeciwnika strumień cuchnącej wydzieliny z gruczołów odbytowych.

## Pokarm
Jest generalistą pokarmowym. Odżywia się w 50% owadami, ale nie gardzi jajami ptasimi, owocami, drobnymi ssakami, pajęczakami i innymi bezkręgowcami.

## Zagrożenia i ochrona
Gatunek zaliczany przez IUCN do najmniejszej troski ze względu na stosunkowo duży zasięg występowania, umiejętność dostosowywania się do siedlisk zmienionych przez człowieka i brak jakichkolwiek korzyści dla ludzi zamieszkujących te same tereny w pozyskiwaniu lub tępieniu tego gatunku. Jedynymi zagrożeniami są monokultury, pożary lasów i budowanie dróg.